# Anosognosie
Anosognosie (griechisch ἁ- a- [Verneinungspartikel], νόσος nosos ‚Krankheit‘ und γνῶσις gnōsis ‚Erkenntnis‘) bezeichnet das krankhafte Nichterkennen einer offensichtlichen Halbseitenlähmung, einer kortikalen Blindheit, einer Hemianopsie oder Taubheit. Diese Störung ist an eine Schädigung bestimmter Areale des Gehirns gebunden. Sie tritt häufig in Zusammenhang mit einem Schlaganfall auf. Dieser Begriff wird in nicht-medizinischen Kreisen auch zur Bezeichnung erheblicher mangelnder Krankheitseinsicht beim schizophrenen Formenkreis verwendet. Auch Patienten mit Anorexia nervosa leiden häufig an Anosognosie.

## Formen der Anosognosie
Peters unterscheidet zwei Formen:
1. i. e. S. Nichterkennenkönnen, z. B. einer Lähmung einer Körperhälfte;
2. i. w. S. Nichterkennenwollen von Körperstörungen, allgemein.

Bei der Störung im weitesten Sinne handelt es sich um ein psychopathologisches Phänomen, bei dem Nichterkennenkönnen im engen Sinne um eine eher neurologische, vorwiegend organisch bedingte Störung. Beim Neglect handelt es sich um eine solche Störung, die sich durch cerebrale Läsionen der nicht-sprachdominanten (meist rechten) Hirnhälfte auszeichnet. Häufigster Sitz dieser Schädigungen ist der Lobulus parietalis inferior.
Unterarten:
- Anton-Syndrom, Rindenblindheit
- Asomatognosie (Leugnen der Zugehörigkeit einer Extremität)
- Somatoparaphrenie (die eigene Extremität gehört einer anderen Person)
- Anosodiaphorie (eine schwere Krankheit wird als Lappalie bewertet)

Patienten mit einer Anosognosie verhalten sich so, als existiere die Schädigung nicht. Auf die Störung angesprochen erfolgen seitens des Patienten Konfabulationen, Entschuldigungen und Rationalisierungen.
Die Störung tritt meist bei Patienten auf, die eine rechtshemisphärische Störung haben und deren Sprachzentrum linkshemisphärisch sitzt. Da die Patienten mit Anosognosie von der rechten Hemisphäre keine ihrem bisherigen Weltbild entsprechenden Informationen erhalten, hält die linke Hemisphäre am
bisherigen Körperschema fest und die Störungen werden wegerklärt. In diesem Zusammenhang erscheinen dabei auch häufiger auftretende Phantomschmerzen in der gelähmten Extremität erklärbar.
In der Mehrzahl der Fälle bildet sich die Anosognosie mit der Akutsymptomatik der Erkrankung in Tagen bis wenigen Wochen wieder zurück.
Der Begriff hat sich inzwischen auch durchgesetzt, um den Mangel an Einsicht unter Psychose leidender Menschen zu kennzeichnen, dass sie unter der diagnostizierten psychischen Krankheit überhaupt leiden. Es wird diskutiert, dass die Anosognosie des Schizophrenen das Ergebnis einer Frontallappenschädigung sein könnte. Empirische Studien an schwer psychisch erkrankten Personen belegen, dass anosognosiebedingt fehlende Krankheitseinsicht signifikant mit der Nichteinhaltung antipsychotischer Medikation zusammenfällt. Fünfzehn Prozent psychisch schwer erkrankter Personen, die die Medikation anosognosiebedingt verweigerten, erforderten zur Medikamenteneinnahme irgendeine Form der Zwangsanwendung. Eine Studie mit freiwilligen und zwangseingewiesenen stationären Patienten kam zu dem Ergebnis, dass behandlungspflichtige Patienten Zwangsmaßnahmen bedürften, weil sie ihren eigenen Pflegebedarf nicht anerkennen könnten. Logischerweise wiesen zwangseingewiesene Patienten eine deutlich niedrigere Krankheitseinsicht auf als freiwillig eingewiesene Patienten.
Schizophrene Anosognosie hängt eng mit weiteren kognitiven Dysfunktionen zusammen, die eine kontinuierliche Medikamenteneinnahme beeinträchtigen. Weitere Forschungsergebnisse deuten darauf hin, dass sich die Einstellung zur Medikation nach einer unfreiwilligen Behandlung verbessern kann. Die zuvor zwangseingewiesenen Patienten ersuchen zu einem späteren Zeitpunkt dann freiwillig die Behandlung.
Patienten, die unter Anorexia nervosa leiden, erkennen oft nicht die Ernsthaftigkeit des niedrigen Körpergewichts und der restriktiven Ernährung, weshalb Patienten häufig eine Beurteilung verweigern oder sich einer Behandlung trotz lebensbedrohlicher Symptome widersetzen. Studien mit bildgebenden Verfahren legen nahe, dass fehlende Krankheitseinsicht auch eine Folge der Unterernährung des Gehirns ist und sich mit steigendem Gewicht nach Wiederernährung in der Regel verbessert.